# Kimberley Conrad
India Allen Kari Kennell
India Allen Renée Tenison
Kimberley Conrad (née Kimberley Conradt) est une actrice et mannequin américaine née le 6 août 1962 à Moulton, en Alabama. Elle est connue pour avoir été élue Playmate of the Month par le magazine Playboy en janvier 1988 puis Playmate de l'année 1989 avant d'épouser Hugh Hefner. 

## Biographie
Elle est née en Alabama mais a été élevée au Nevada et en Colombie-Britannique. Lorsqu'elle avait 17 ans, 
elle a commencé à poser pour des photos de mode avant d'être convaincue par un photographe de poser pour le magazine Playboy. À cette époque, elle rencontre le fondateur et propriétaire du magazine, Hugh Hefner. Ils se sont fréquentés et se sont fiancés en juillet 1988. Ils se sont mariés le 1er juillet 1989 alors que Kimberley venait tout juste d'être élue Playmate de l'Année. Outre son cachet, elle avait reçu un cabriolet Porsche 911. Elle devint la seconde épouse de Hefner. Une video sur cassette VHS lui a été spécialement consacrée.
Pendant leur relation, ils ont eu deux fils : Marston Glenn né le 9 avril 1990, et Cooper Bradford, né le 4 septembre 1991. Après neuf ans de mariage, ils décidèrent de résider séparément, toutefois sans divorcer avant que le dernier enfant n'ait atteint sa majorité. Le divorce fut prononcé en mars 2010, au motif de « différences irréconciliables ».
Kimberley est citée parmi les nombreuses femmes ayant partagé la vie de Hugh Hefner, et l'une des trois qu'il a épousées : « I married the girl, but it didn't last. We remain very close, and we have two great sons. »
Kimberley Conrad est une des très rares femmes auxquelles Playboy a consacré une Playboy Special Edition, et ce en 1989, sous le titre « Kimberley Conrad Hefner » avec le sous-titre « Playmate for a lifetime ».
En 2017, Playboy a présenté sept reconstitutions de couvertures du passé en faisant à nouveau poser, dans la même position et le même environnement, les playmates de l'époque, notamment Kimberley Conrad, ainsi que Charlotte Kemp (Décembre 1982), Cathy St. George (Août 1982), Monique St. Pierre (Novembre 1978, PMOY 1979), Renée Tenison (Novembre 1989, PMOY 1990), Candace Collins (Décembre 1979), et Lisa Matthews (Avril 1990, PMOY 1991).
Kimberley est végétarienne et militante de l'association PETA.

## Apparitions dans les numéros spéciaux dePlayboy
- Playboy's 100 Beautiful Women - Novembre 1988
- Playboy's Playmate Review - 1989
- Playboy's 50 Beautiful Women - 1989
- Playboy's Kimberley Conrad Hefner - Décembre 1989
- Playboy's Nudes - Octobre 1990
- Playboy's Women - Sexy, Sassy & Sophisticated - Octobre 1991
- Playboy's Garters and Lace - 1992
- Playboy's Calendar Playmates - Novembre 1992
- Playboy's Satin, Leather & Lace - 1993
- Playboy's Pocket Playmates v1n2 (1988-1983) - 1995
- Playboy's Nude Celebrities - Juillet 1995
- Playboy's Facts & Figures - Octobre 1997
- Playboy's Celebrating Centerfolds Vol. 3 - 14 septembre 1999
- Playboy's Playmates of the Year - Décembre 2000